# Kulturell autonomi
Kulturell autonomi är då en grupp ges makten att bestämma om frågor som berör den egna gruppen med lite eller ingen inblandning av en annars härskande större grupp. Exempelvis har samerna getts kulturell autonomi i de Sverige, Finland och Norge genom respektive lands sameting.
Konceptet utvecklades inom starkt marxistiska strömningar i början av 1900-talet och låg till grund för mycket Sovjetunionens administrativa indelning, där gamla stater gavs rätt till eget språk och institutionerna fungerade lokalt på de språken, trots att Sovjetunionens lingua franca mellan olika etniska grupper var ryska.